# Дятел-кардинал великодзьобий
Дя́тел-кардина́л великодзьо́бий або дя́тел білодзьо́бий (Campephilus principalis) — вид дятлоподібних птахів родини дятлових (Picidae). Офіційно вважається видом, якому загрожує вимирання; однак від кінця XX століття більшість орнітологів вважають його повністю вимерлим. Проте, у квітні 2005 року з'явилися повідомлення, що в 2004—2005 роках спочатку випадковий спостерігач, а потім і співробітники Корнелльської орнітологічної лабораторії спостерігали і навіть записали на відео, принаймні, одного самця в лісистій місцевості в американському штаті Арканзас. До цього моменту останні достовірні відомості про спостереження цих птахів у США належали до 1944 року, а підвид, що мешкає на Кубі, востаннє бачили 1986 року. Нині вчені ведуть активні пошуки цих птахів, для чого залучають навіть спеціальних роботів-спостерігачів.

## Опис

### Зовнішній вигляд

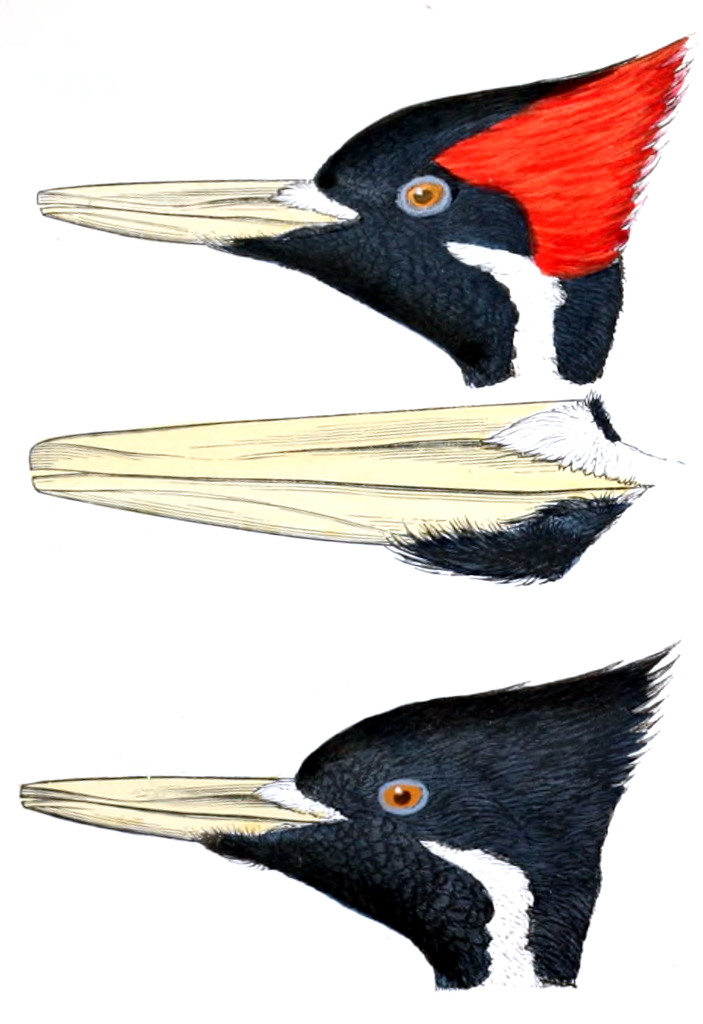
Малюнок голови самця (вгорі і посередині) і самиці (внизу)

Третій за величиною вид дятлових після близького йому мексиканського дятла-кардинала (Campephilus imperialis) і великої торомби (Mulleripicus pulverulentus) із Південно-Східної Азії. Довжина птаха становить 48-53 см, розмах крил 76-80 см, а маса 450—570 г. Оперення більшості тіла блискучо-чорне в одних місцях або контрастно біле в інших. Білий колір виражений двома широкими білими смугами з боків від середини щік до середини спини, де вони змикаються, нижньою частиною спини і крил, за винятком зовнішнього краю трьох зовнішніх махових пір'їн першого порядку і плечових пір'їн. На потилиці є гострий чубчик, який у самців яскраво-червоний із чорною облямівкою зверху, а в самиць чорний. Райдужна оболонка ока білого або кремового кольору. Дзьоб широкий в основі, долотоподібний, злегка вигнутий на вершині, забарвлений у колір слонової кістки. Над ніздрями розвинені пучки білого пір'я. Ноги темні, свинцево-сірого кольору. Шия досить тонка і довга, тому голова з великим чубчиком виглядає непропорційно великою. За винятком різного кольору чубчика, самець і самиця мають однаковий вигляд. Молоді птахи схожі на дорослих особин, проте чубчик у них помітно коротший, чорне оперення має буріший відтінок, а райдужна оболонка очей кара.

### Поведінка
Характер польоту дещо відрізняється від багатьох інших представників родини: тоді як в інших видів він хвилеподібний, у білодзьобого дятла політ потужніший і прямолінійний. Під час подорожі вони не перестрибують з гілки на гілку, а летять над верхівками дерев. Видає гучні носові звуки, схожі на трубні, щось на зразок «кент-кент-кент», які добре чути на великій відстані. Крім того, він відомий унікальним подвійним перестуком, яким він довбе дерево. Вчені вважають, що таким чином дятли попереджають про свою присутність.

### Відмінності від близьких видів
На території Північної Америки зовні схожі і близькі за розміром із великодзьобим дятлом-кардиналом ще два види дятлових: так само рідкісний (якщо не вимерлий) мексиканський дятел-кардинал і жовна північна (Dryocopus pileatus). У північної жовни дзьоб дещо коротший і темніший; з боків голови, починаючи від основи наддзьобка, є поперечні білі смуги, а також білі смуги над очима. Нижня частина спини жовни повністю чорна, а чубчик повністю червоний, без чорної облямівки. Мексиканський дятел-кардинал більший від великодзьобого і має довший і тонший чубчик. Поздовжні білі смуги, добре помітні у великодзьобого дятла-кардинала, у мексиканського дятла-кардинала відсутні.

## Поширення
Раніше мешкав у південно-східній частині США, вздовж північного узбережжя Мексиканської затоки, і на Кубі. Північна межа ареалу проходила через долини річок Міссісіпі і Міссурі, а також Північну Кароліну. Згідно із записами другої половини XIX століття відомого німецького натураліста Альфреда Брема, на території США зустрічався в Північній і Південній Кароліні, Джорджії, на півночі Флориди, в Алабамі, Луїзіані й Міссісіпі, на сході Техасу і в Арканзасі. Проживав у заболочених широколистих або соснових лісах із великою кількістю загиблих і трухлявих дерев, де дятли вели осілий спосіб життя. Деякі орнітологи припускають, що дятли кочували в пошуках корму і місця для житла. Трималися в глибині лісу, вибираючи найглухіші його ділянки, особливо в гніздовий період. Масова вирубка лісів і окультурення ландшафту стали основними причинами зникнення цього виду.

## Розмноження

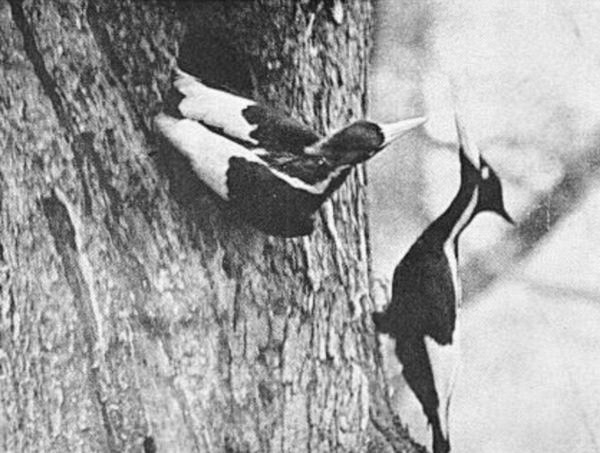
Самець і самиця біля гнізда в Міссісіпі. Знімок Сінгера Тракта 1935 року

Моногамні (тобто на одного самця припадає тільки одна самиця). Вважають, що пари зберігаються протягом усього життя і всюди тримаються разом. Дослідник із Корнелльського університету Джеймс Таннер (англ. James T. Tanner), що вивчав цих птахів у 1930-ті роки, зазначив, що територія гніздування становить близько 6 миль², тобто близько 10 км². Парування відбувається один раз на рік, у січні-травні. Дерево для гнізда вибирається мертве або таке, що гниє, в якому на висоті 8—15 м від землі видовбується дупло. Кладка складається з 1—5 (в середньому 3) білих яєць, у насиджуванні беруть участь обоє батьків. Пташенята вилуплюються голими і безпорадними; за ними доглядають і годують як самець, так і самиця; причому в нічний час відповідальність за пташенят бере на себе самець. Пташенята залишаються в гнізді протягом приблизно 5 тижнів, але ще протягом року і навіть довше залежать від батьків.

## Живлення
Живиться переважно личинками великих комах-ксилофагів: вусачів, златок, короїдів, коваликів, древоїдів. Меншою мірою вживає в їжу соковиті плоди рослин, ягоди і горіхи. За спостереженнями Джона Одюбона, які навів у своїй енциклопедії Брем, дятли підвішувалися до виноградної лози подібно до синиць. У пошуках корму він довбе мертві або майже мертві дерева, які ще стоять вертикально. Маючи дуже великий, порівняно з іншими дятлами, дзьоб, здатний одним ударом відривати шматки кори довжиною 15-18 см, і швидко зачистити значну ділянку.

## Птах і людина

### Екологічні проблеми

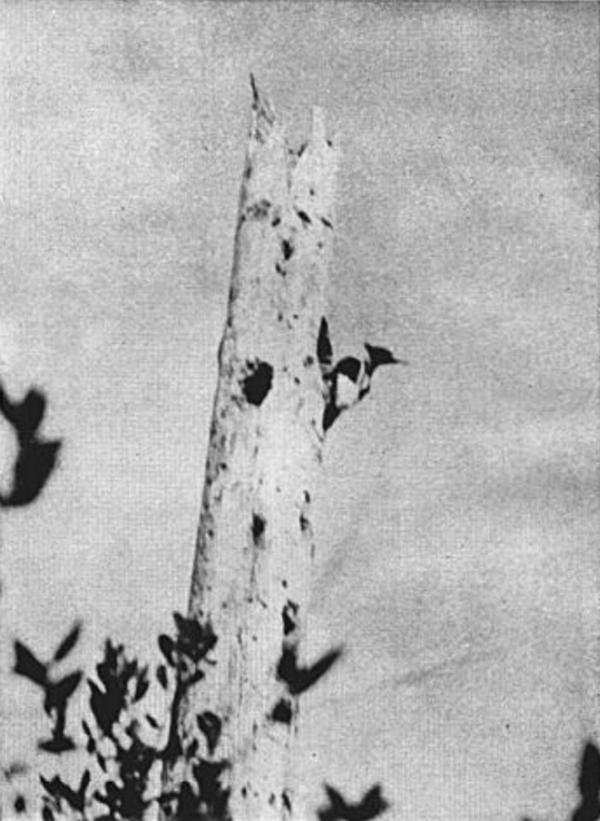
Фотографія 1948 року на Кубі. Знімок Джон Денніс

Умови проживання великодзьобого дятла-кардинала по-своєму унікальні, і їх втрата внаслідок людської діяльності стала головною причиною спочатку різкого падіння чисельності, а потім і зникнення цього виду. На початку заселення Америки європейцями на південному сході США існували величезні заболочені простори, заповнені незайманим лісом. Внаслідок великої вологості старі дерева підгнивали, і були хорошим місцем для поширення різних деревних комах. У цих умовах і мешкав дятел, знаходячи тут для себе найкраще місце для прогодування й облаштування гнізд. Після закінчення Громадянської війни у другій половині XIX століття території стали активно заселятися і облагороджуватися, тому площі, придатні для проживання цих птахів, значно зменшилися, а в багатьох місцях і зовсім зникли. Наприклад, у Арканзасі з 8 млн акрів низовинного лісу, що складається з твердих порід дерев, донині збереглося тільки 550 тис. акрів, що становить менше 10 % від початкової площі.
Крім змін ландшафту, зникненню дятла сприяло і їх масове винищення заради гарних пір'їн, індіанських військових прикрас або опудал. Багато джерел, і зокрема Альфред Брем, вказують на те, що індіанці здавна полювали на цих птахів, використовували їхні дзьоби як прикраси і навіть торгували цим товаром по всій Північній Америці. Стародавні знахідки черепів цих птахів далеко за межами їхнього природного ареалу доводять, що така торгівля велася ще задовго до появи європейців. Крім того, мандрівники скуповували голови птахів заради сувенірів на пам'ять. Внаслідок несприятливих умов дятли в США вже до 1880-х років стали рідкісним птахом, а в 1920-ті роки і зовсім зникли. Останній раз самотню самицю випадково побачили 1944 року, хоча на Кубі, де мешкав ще один підвид цього птаха, були окремі повідомлення про спостереження аж до 1986 року.

### Пошуки дятла
Спроби відшукати великодзьобого дятла-кардинала в XX столітті робилися неодноразово. Останню достовірну світлину цих птахів зроблено 1948 року на Кубі, коли Джон Денніс (John V. Dennis) і Девіс Кромптон (Davis Crompton) знайшли птахів, які гніздилися в дуплі мертвої сосни в місці, далекому від описів попередніх дослідників. Надалі були лише окремі повідомлення про спостереження цих птахів, але жодного з них не підтверджено документально. 1994 року Міжнародний союз охорони природи визнав птицю вимерлою, однак після кількох достовірних тверджень про її спостереження на півдні США прийнято рішення підвищити статус до критичного.
З новою силою пошуки поновилися після того, як 1999 року студент-зоолог Дейвід Куліван (David Kulivan) повідомив, що бачив пару дятлів у долині річки Перл у південно-східній Луїзіані. Університет штату Луїзіана взимку 2002 року організував пошукову експедицію в зазначене місце, проте візуальних доказів добути не зміг. Учасники експедиції все ж записали характерний для цього дятла стукіт, який пізніше ідентифікували як віддалений звук збройової стрільби.
Ще більшого резонансу набуло повідомлення 2004 року. Американець Джин Спарлінг (Gene Sparling), мандруючи на байдарці в заболочених лісах Арканзасу (територія Національного заказника дикої природи річки Кеш, округ Монро), побачив незвичайного птаха, про що повідомив у журналі Корнелльського університету. Навесні організовано експедицію під керівництвом директора орнітологічної лабораторії цього університету Джона Фіцпатріка (John Fitzpatrick). Згідно зі звітом, опублікованим у журналі Science, учасникам експедиції після довгих пошуків все ж пощастило розшукати і зняти на відео самотнього самця. Хоча якість зйомки, датованої 25 квітня 2004 року, виявилася невисокою, після суперечок учені прийшли до висновку, що знято справді білодзьобого дятла. Про це свідчили, зокрема, загальні розміри, характерний малюнок крила у птаха, що летить і відпочиває, і біла ділянка оперення на спині.
Після появи статті федеральний уряд виділив додаткові кошти на пошуки птаха, проте будь-яких нових візуальних матеріалів надано не було, попри численні експедиції і розставлені фотопастки. Найрезонанснішою публікацією після другої половини 2000-х років стала стаття співробітників Обернського (Алабама) і Віндзорського (Онтаріо) університету в журналі Avian Conservation and Ecology. Керівники зведеної групи дослідників, орнітологи Джеффрі Гілл (Geoffrey E. Hill) і Деніел Менілл (Daniel Mennill) повідомили, що не менше 14 разів спостерігали дятлів на кипарисових болотах на північному заході Флориди. Вчені також записали близько 300 звукових файлів, які можна асоціювати із цим птахом. Орнітологічне товариство Флориди (Florida Ornithological Society) не підтвердило висновків учених, оскільки вони не надали біологічних, фото- або відеоматеріалів, які явно свідчать на користь існування дятла на території штату.
У вересні 2021 року Служба рибних ресурсів та дикої природи США визнала птаха вимерлим.

## Примітка
1. ↑  BirdLife International (2016). Campephilus principalis.
2. ↑  Фесенко Г. В. Вітчизняна номенклатура птахів світу. — Кривий Ріг : ДІОНАТ, 2018. — 580 с. — ISBN 978-617-7553-34-1.
3. ↑  ᐈ Дятел білодзьобий (Campephilus principalis) | Discover.in.ua. Discover - пізнавальний журнал (укр.). Процитовано 9 грудня 2021.
4. ↑  Gill, Frank; Donsker, David; Rasmussen, Pamela, ред. (2021). Woodpeckers. IOC World Bird List Version 11.2. International Ornithologists' Union. Процитовано 18 жовтня 2021.
5. ↑  Иноземцев А. А. Отряд Дятлообразные (Piciformes) // Жизнь животных. Том 6. Птицы / под ред. В. Д. Ильичева, А. В. Михеева, гл. ред. В. Е. Соколов. — 2-е изд. — М.: Просвещение, 1986. — С. 354—355. — 527 с.
6. ↑  Фишер Д., Саймон Н., Винсент Д. Красная книга. Дикая природа в опасности / пер. с англ., под ред. А. Г. Банникова. — М.: Прогресс, 1976. — С. 349—352. — 478 с.
7. ↑  Галушин В. М., Дроздов Н. Н., Ильичев В. Д. и др. Фауна Мира: Птицы: Справочник / под ред. В. Д. Ильичева. — М.: Агропромиздат, 1991. — С. 202. — 311 с. — ISBN 5-10-001229-3
8. 1 2  Fitzpatrick et al., 2005.
9. 1 2  Вместо орнитологов вымирающих дятлов будут искать роботы. Lenta.ru. 20 февраля 2007. Архів оригіналу за 12 грудня 2015. Процитовано 11 грудня 2015.
10. 1 2  Кошкина, Эльвира. (03 мая 2005). Белоклювый дятел, считавшийся вымершим, найден в Арканзасе. Архів оригіналу за 12 грудня 2015. Процитовано 11 грудня 2015.
11. 1 2 3 4  Jackson, 2002.
12. 1 2  Winkler et al., 1995, с. 354.
13. 1 2  Брем, 1893, с. 659.
14. 1 2 3 4 5  The Life of the Ivory-bill - Ecology and Behavior. The Cornell Lab of Ornitology, Cornell University. Архів оригіналу за 12 грудня 2015. Процитовано 12 грудня 2015.
15. 1 2  Campephilus principalis. The IUCN Red List of Threatened Species. Міжнародний союз охорони природи. Архів оригіналу за 12 грудня 2015. Процитовано 12 грудня 2015.
16. ↑  Winkler et al., 1995, с. 355.
17. ↑  Winkler & Christie, 2002, с. 534.
18. 1 2  Брем, 1893, с. 662.
19. ↑  Bird of the Southern Wilderness. Habitat. The Cornell Lab of Ornitology, Cornell University. Архів оригіналу за 12 грудня 2015. Процитовано 12 грудня 2015.
20. 1 2  Eberhart, 2002, с. 253.
21. ↑  Ivory-billed Woodpecker Searches, 1948-1971. The Cornell Lab of Ornitology, Cornell University. Архів оригіналу за 12 грудня 2015. Процитовано 11 грудня 2015.
22. ↑  Mace, 1994, с. 54.
23. ↑  Mayell, Hillary. (20 февраля 2002). "Extinct" Woodpecker Still Elusive, But Signs Are Good. National Geographic News. Архів оригіналу за 12 грудня 2015. Процитовано 12 грудня 2015.
24. ↑  The ivory-billed woodpecker once ranged through the swampy forests of the southeastern U.S. The Nature Conservancy. Архів оригіналу за 12 грудня 2015. Процитовано 12 грудня 2015.
25. ↑  Hill et al., 2006.
26. ↑  Kratter, Andy. Fos Board Report (PDF). Florida Ornithological Society Records Committee. Архів оригіналу (PDF) за 12 грудня 2015. Процитовано 12 грудня 2015.
27. ↑  США визнали вимерлими 23 види тварин. Серед них — знаменитий дятел «Господь бог» із дзьобом кольору слонової кістки | Громадське телебачення. hromadske.ua (укр.). Процитовано 9 грудня 2021.
28. ↑  Einhorn, Catrin (29 вересня 2021). Protected Too Late: U.S. Officials Report More Than 20 Extinctions. The New York Times (амер.). ISSN 0362-4331. Процитовано 29 вересня 2021.